# قانون انتخابات
قانون انتخابات قانونی است که چارچوب انتخابات و برگزاری آن را تعریف کرده و سازمان می‌دهد. این قانون نکات زیر را در بر دارد:
- حق رای: چه کسانی می‌توانند انتخاب کنند و شرایط انتخاب‌کنندگان چیست
- حق انتخاب: چه کسانی می‌توانند نامزد انتخابات شوند
- مبارزات انتخاباتی: چارچوب و محدودیت‌های مبارزه‌های انتخاباتی چیست
- حوزه‌های انتخاباتی: چگونه حوزه‌های انتخاب تقسیم بندی می‌شوند و پراکندگی نامزدها در حوزه‌ها چگونه است.
- رای‌گیری: روش و فرایند رای دادن چیست، از جمله ریختن رای به صندوق‌ها، یا انتخابات الکترونیکی یا پستی
- چگونگی شمارش آرا و اعلام نتایج